# 日本化成
日本化成株式会社（にほんかせい）は、かつて存在した化学工業メーカー。福島県いわき市に本店を、東京都中央区に本社を置いていた。2017年1月1日に三菱化学の完全子会社となり、2018年4月1日、同社の後身の三菱ケミカルに吸収合併された。
なお同名の建材メーカー「日本化成」とは無関係。

## 沿革
- 1937年9月 - 日本水素工業株式会社設立。
- 1939年12月 -  小名浜工場操業開始（メタノール、硫酸製造開始）。
- 1949年10月 - 東京証券取引所上場。
- 1968年3月 - 旧「日本化成株式会社」設立（三菱化成工業株式会社、三菱商事株式会社ほか2社との合弁会社）。
- 1971年5月 - （旧）日本化成株式会社を吸収合併し、現在の日本化成株式会社となる。
- 1999年4月 - 三菱化学四日市事業所から緩効性化成肥料全面移管。
- 2004年12月 - 三菱化学のアンモニア系製品事業を集約・統合。
- 2005年4月 - 三菱化学から合成石英事業譲受。
- 2006年3月 - 日化ビジネスサービス株式会社を吸収合併。
- 2007年4月 - 小名浜本社との2本社体制を見直し、本社機能を東京本社に統合。
- 2010年4月 - 硝安・亜硝曹事業から撤退。
- 2016年12月 - 東京証券取引所第一部上場廃止。
- 2017年1月 - 株式交換により三菱化学の完全子会社となる[2]。
- 2018年4月 - 三菱ケミカルに吸収合併され解散[1]。

## 事業所
- 本社 - 東京都中央区新川1-8-8
- 小名浜工場
  - 小名浜工場（本店所在地）- 福島県いわき市小名浜字高山34
  - 技術開発センター - 福島県いわき市小名浜字高山34
- 黒崎工場 - 福岡県北九州市八幡西区黒崎城石1-1

## 関連企業
- 日化運輸株式会社
- 日化エンジニアリング株式会社
- 日化トレーディング株式会社
- 小名浜蒸溜株式会社
- 小名浜海陸運送株式会社（持分法適用関連会社）